# Masato Koga
Masato Koga (jap. 古賀 正人, Koga Masato; * 22. Mai 1970 in der Präfektur Shizuoka) ist ein ehemaliger japanischer Fußballspieler.

## Karriere
Koga erlernte das Fußballspielen in der Schulmannschaft der Shimizu Commercial High School und der Universitätsmannschaft der Hōsei-Universität. Seinen ersten Vertrag unterschrieb er 1993 bei den Yokohama Marinos. Der Verein spielte in der höchsten Liga des Landes, der J1 League. Mit dem Verein wurde er 1995 japanischer Meister. Für den Verein absolvierte er 27 Erstligaspiele. 1997 wechselte er zum Zweitligisten Sagan Tosu. Für den Verein absolvierte er 105 Spiele. 2001 wechselte er zu Sagawa Express Chukyo SC. Ende 2006 beendete er seine Karriere als Fußballspieler.

## Erfolge
Yokohama Marinos
- J1 League

Meister: 1995